# زیرلایه (علوم مواد)
زیرلایه (به انگلیسی: Substrate) اصطلاحی است که در علم و مهندسی مواد برای توصیف ماده پایه‌ای که پردازش بر روی آن انجام می‌شود، استفاده می‌شود. سطوح کاربردهای مختلفی دارند، از جمله تولید فیلم یا لایه‌های جدید مواد و پایه‌ٔ بودن که ماده دیگری به آن متصل می‌شود.

## توصیف
در علم و مهندسی مواد، زیرلایه به ماده پایه ای اطلاق می‌شود که پردازش بر روی آن انجام می‌شود. از این سطح می‌توان برای تولید فیلم جدید یا لایه‌هایی از مواد مانند پوشش‌های لایه‌نشانی‌شده استفاده کرد. این می‌تواند پایه‌ای باشد که رنگ، چسب یا نوار چسب به آن چسبانده شده است.
یک زیرلایه معمولی ممکن است صُلب باشد مانند فلز، بتن یا شیشه، که ممکن است یک پوشش روی آن قرار گیرد. از زیرلایه‌های انعطاف‌پذیر نیز استفاده می‌شود. برخی از زیرلایه‌ها ناهمسانگرد هستند و خواص سطحی آن بسته به جهت متفاوت است: نمونه‌ها شامل محصولات چوبی و کاغذی است.

## پوشش‌دهی‌ها
در تمام فرآیندهای پوشش‌دهی، وضعیت سطح زیرلایه می‌تواند به شدت بر پیوند لایه‌های بعدی تأثیر بگذارد. این می‌تواند شامل تمیزی، صافی، انرژی سطح، رطوبت و غیره باشد.
پوشش‌دهی می‌تواند با فرآیندهای مختلفی انجام شود، از جمله:
- چسب و نوار چسب[۲]
- فرآیندهای پوشش‌دهی و چاپ‌زنی
- لایه‌نشانی با بخار شیمیایی و لایه‌نشانی با بخار فیزیکی
- پوشش‌دهی تبدیلی
  - آنُدسازی
  - پوشش‌دهی تبدیلی کرومات
  - اکسایش الکترولیتی پلاسما
  - پوشش‌دهی فسفاته
- رنگ
  - رنگ مینا
  - پوشش‌دهی پودری[۳]
  - پوشش‌دهی صنعتی
  - رنگ معدنی سیلیکات
  - پوشش‌دهی اپوکسی فیوژن باندشده (روکش FBE)
- اسیدشویی و روغنی، نوعی پوشش‌دهی فولادی ورق.
- آبکاری
  - آبکاری بدون‌الکترولس
  - آبکاری الکتروشیمیایی
- پوشش‌های پلیمری مانند تفلون
- مواد کندوپاش یا خلاء لایه‌نشاننده
- مینای زجاجیه

در اپتیک، شیشه ممکن است به‌عنوان زیرلایه‌ای برای پوشش‌دهی نوری مورد استفاده قرار گیرد - یا یک پوشش‌دهی ضدبازتابش برای کاهش بازتابش، یا یک پوشش‌دهی آینه‌ای برای افزایش آن.
یک زیرلایه همچنین ممکن است یک سطح مهندسی شده باشد که در آن یک فرایند ناخواسته یا طبیعی رخ می‌دهد، مانند موارد زیر:
- جِرم‌گرفتگی
- خوردگی
- جرم‌گرفتگی زیستی
- کاتالیز ناهمگن
- برجذبش